# 卡拉布拉河
卡拉布拉河是俄羅斯的河流，屬於安加拉河的左支流，由克拉斯諾亞爾斯克邊疆區和伊爾庫茨克州負責管轄，河道全長210公里，流域面積4,850平方公里，河水主要來自雨水和融雪，每年十月至翌年五月結冰。